# Pogonocherini
Pogonocherini — триба подсемейства Ламиины семейства усачей.

## Описание
Средние голени без борозды.

## Систематика
- Роды: Alphomorphus — Callipogonius — Cristhybolasius — Ecteneolus — Ecyrus — Estoloderces — Hypomia — Lophopogonius — Lypsimena — Parahybolasius — Pogonocherus — Poliaenus — Pygmaeopsis — Soluta — Zaplous